# Vanessa Hernandez
Pour les articles homonymes, voir Hernandez.
Vanessa Hernandez, née le 16 février 1983, est une joueuse française de water-polo.
Joueuse de l'équipe de France de water-polo féminin, elle est sacrée championne de France avec l'Olympic Nice Natation en 2011.